# 아리마온센역
아리마온센역(일본어: 有馬温泉駅, ありまおんせんえき)은 일본 효고현 고베시 기타구에 있는 고베 전철의 역이다. 역 번호는 KB16이다. 고베 전철에서는 최동단의 역이다.

## 역사
- 1928년 11월 28일: 고베 아리마 전기철도의 종착역인 전철 아리마 역으로 영업 개시.
- 1929년 5월: 아리마온센역으로 역명 변경.
- 1947년 1월 9일: 고베 아리마 전기철도와 미키 전기철도가 회사 합병하여 신아리미키 전기철도의 역이 됨.
- 1989년 10월 31일: 현역사 준공.

## 역 구조
표고는 357m로, 이는 고베 전철 선 내에서 가장 높다. 두단식 승강장 2면 2선의 구조로 지평역에서 승강장 유효 길이는 4량이다. 역사는 차막이 쪽에 있는 소규모 역사이다. 본 역은 개통 이후 아르 누보 양식의 개량 역사에서 오랫동안 사랑 받아 왔지만 1989년에 개축되었다.
과거에는 2번 선의 옆에 화물용 인입선이 있었지만 현재는 주차장이 되어 있다.
낮에는 1,2번 선을 서로 번갈아 사용한다.

### 승강장
| 1・2 | ■ 아리마 선 | 아리마구치・다니가미・스즈란다이・미나토가와・신카이치 방면 |

## 역 주변
- 택시 승강장(신테쓰 택시)
- 아리마 온천
  - 온센지
  - 아리마 완구 박물관
- 아리마 시주하치 폭포
- 아리마 우체국
- 고베 시립 아리마 초등학교

## 사진

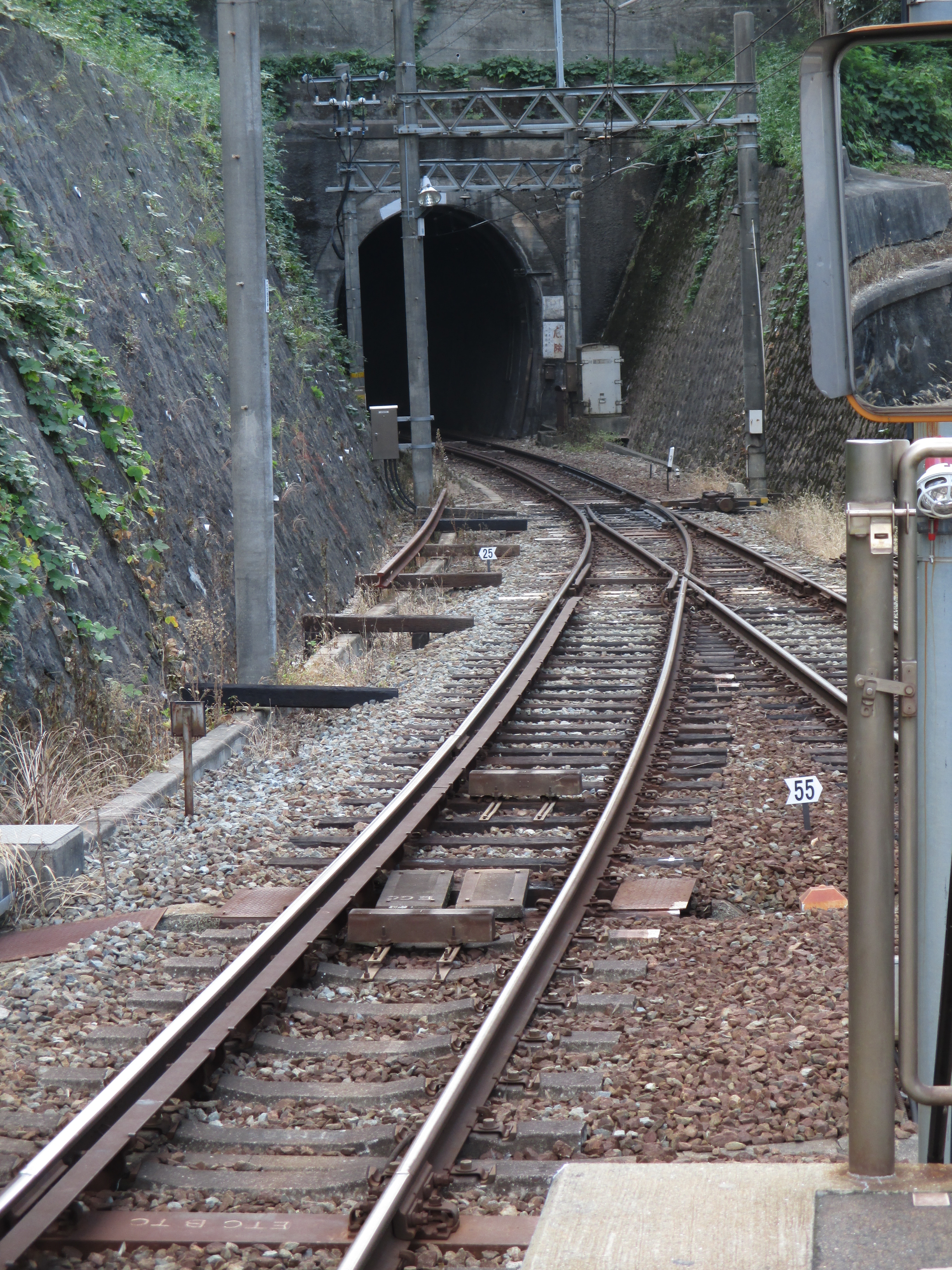
역 승강장에서 서쪽 방향을 본 모습
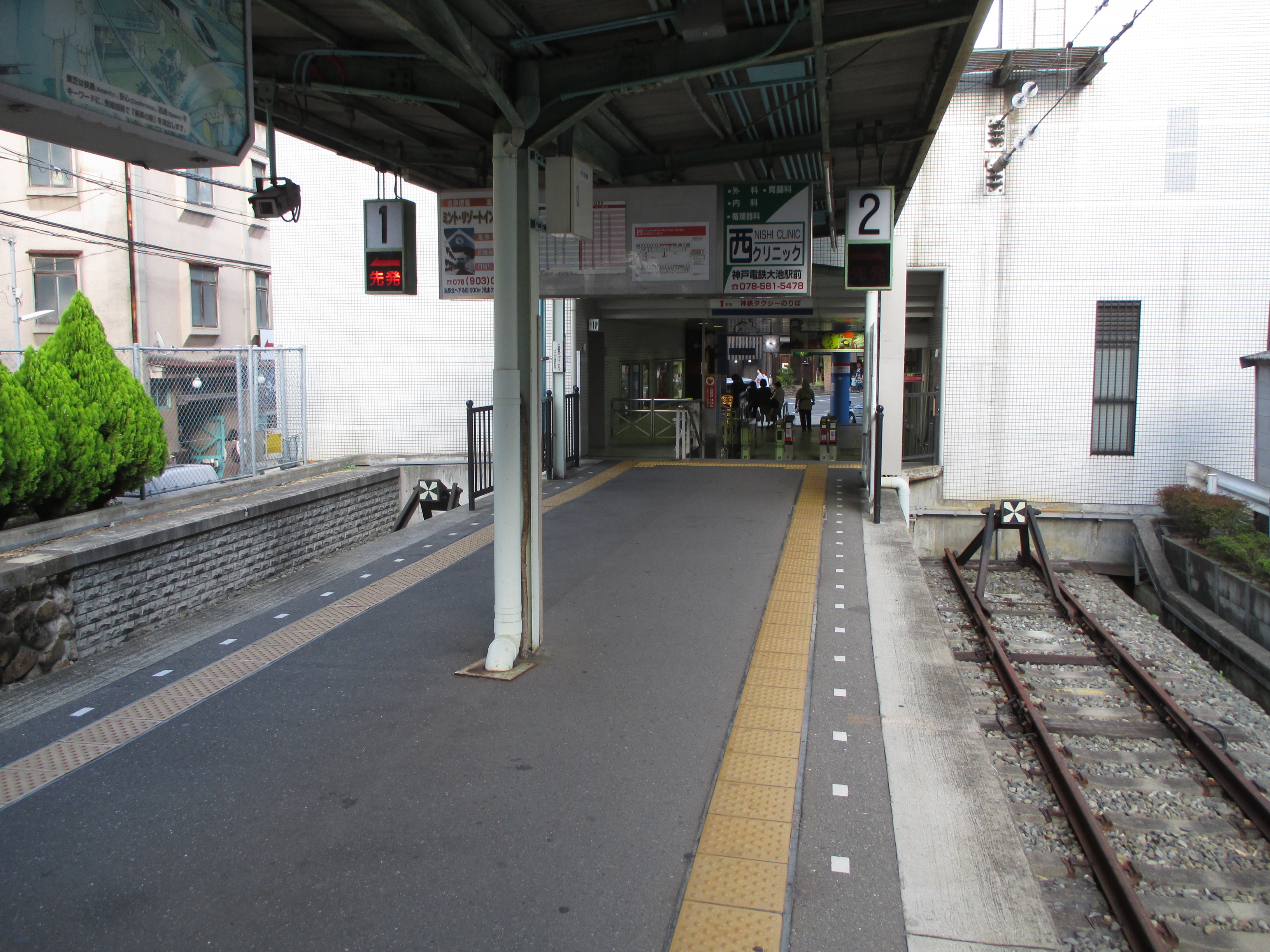
고베 전철 아리마 선 종점부(차막이)
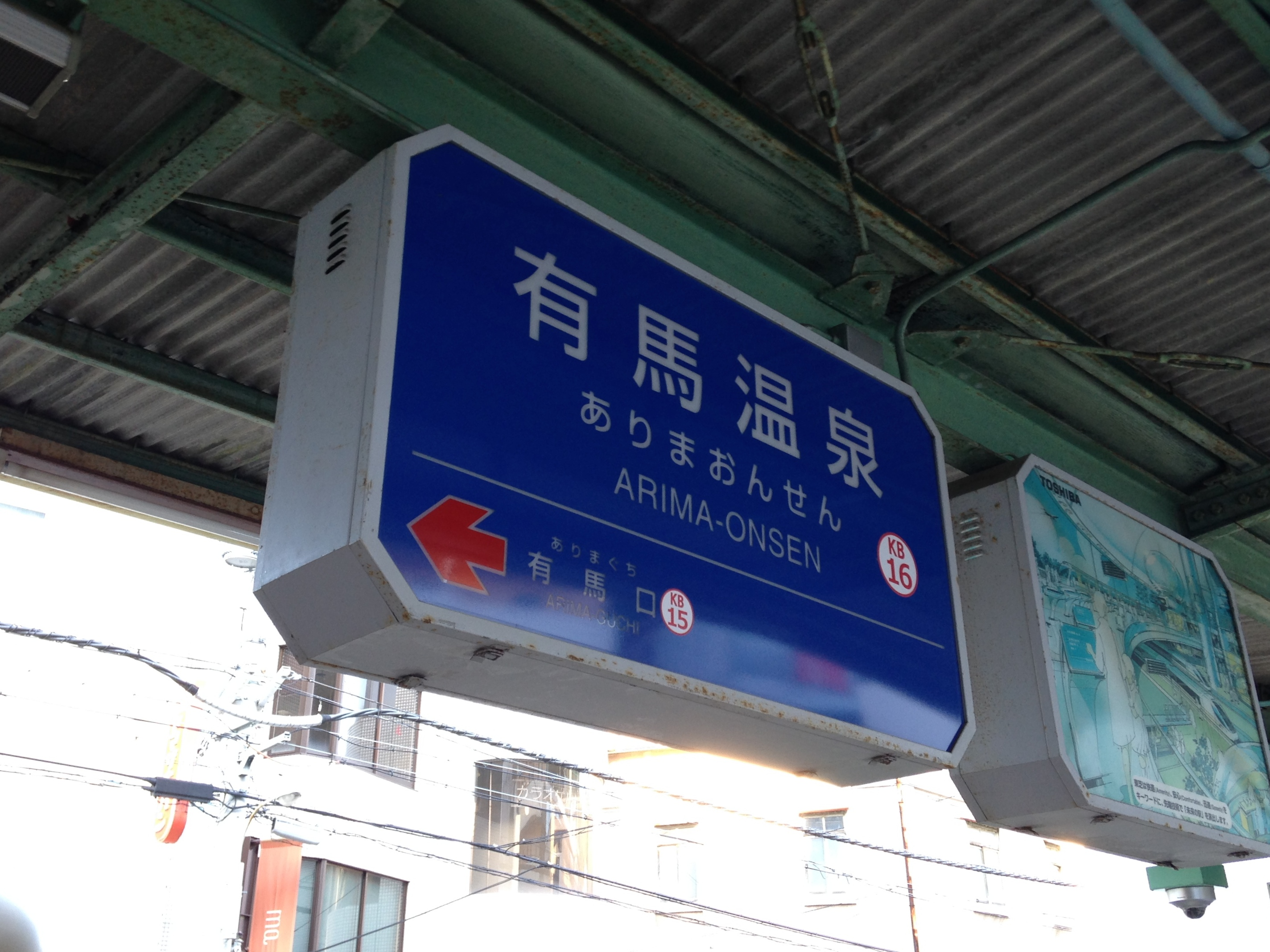
역명판

## 인접역
| 고베 전철 아리마 선           | 고베 전철 아리마 선 | 고베 전철 아리마 선 |
| ----------------------------- | ------------------- | ------------------- |
| KB15 아리마구치 신카이치 방면 | ■ 준급 ■ 보통       | 시·종착역           |